# 香椎バイパス

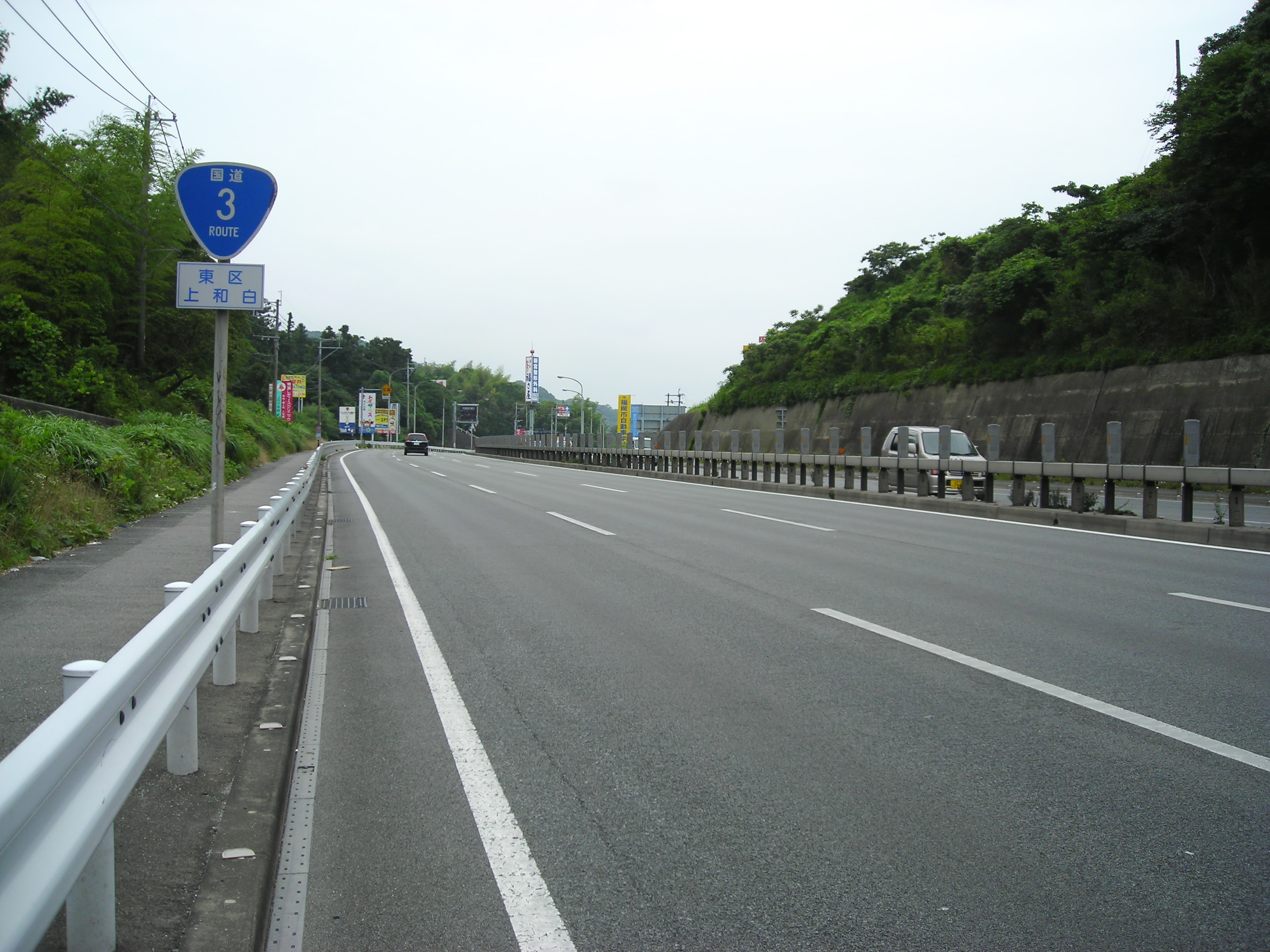
香椎バイパス（福岡市東区上和白）

香椎バイパス（かしいバイパス）は、福岡県古賀市から同県福岡市東区に至る、全長11.1kmの国道3号バイパスである。

## 概要
- 起点：福岡県古賀市舞の里（宗像バイパス終点）
- 終点：福岡県福岡市東区香椎駅前
- 全長：11.1km
- 規格：(stub)
- 道路幅員：
- 車線幅員：(stub)
- 車線数：6車線（古賀市流跨道橋4車線）

宗像バイパスに接続している。2018年に全線供用となった博多バイパスにも福岡市東区下原で接続している。
全区間に渡り路線バスも運行されている。

## 交差する道路
| 交差する道路                             | 交差する道路                   | 交差する場所  | 交差する場所   | 北九州から (km) |
| ---------------------------------------- | ------------------------------ | ------------- | -------------- | --------------- |
| 国道3号（宗像バイパス） 北九州・宗像方面 |                                |               |                |                 |
| 県道35号筑紫野古賀線                     | 県道35号筑紫野古賀線           | 古賀市        | 流             | 47.0            |
| 県道534号清滝古賀線                      |                                | 古賀市        |                |                 |
| E3 九州自動車道 古賀IC                   | E3 九州自動車道 古賀IC         | 古賀市        | -              | 48.3            |
| 県道536号米多比山古賀線                  | 県道536号米多比山古賀線        | 古賀市        | 今在家         |                 |
| 県道539号小竹下府線                      | 県道539号小竹下府線            | 糟屋郡 新宮町 | 上府           | 51.2            |
| 県道540号山田新宮線                      | -                              | 糟屋郡 新宮町 | 大森           |                 |
| 県道540号山田新宮線                      | 県道540号山田新宮線            | 糟屋郡 新宮町 | 須川           |                 |
| 県道504号町川原福岡線                    | 県道504号町川原福岡線          | 糟屋郡 新宮町 | 平山           |                 |
| 県道504号町川原福岡線                    | 県道504号町川原福岡線          | 福岡市 東区   |                |                 |
| -                                        | 県道504号町川原福岡線          | 福岡市 東区   |                |                 |
| -                                        | 県道504号町川原福岡線          | 福岡市 東区   | 下原           |                 |
| -                                        | 国道3号（博多バイパス）        | 福岡市 東区   | バイパス北出口 |                 |
| 福岡高速1号香椎線 香椎東出入口           | 福岡高速1号香椎線 香椎東出入口 | 福岡市 東区   | -              |                 |
| 福岡高速1号香椎線 香椎出入口             | 福岡高速1号香椎線 香椎出入口   | 福岡市 東区   | -              |                 |
| 国道495号                                | 国道495号                      | 福岡市 東区   | 御島橋         | 57.6            |
| 国道3号 熊本・鳥栖・筑紫野方面           |                                |               |                |                 |

## 沿革
- 1960年（昭和35年）：調査着手
- 1963年（昭和38年）：事業化決定
- 1965年（昭和40年）：用地買収開始
- 1970年（昭和45年）12月：起点（福岡県道筑紫野古賀線） - 古賀IC (L=1.02km) 供用（暫定2車線）
- 1970年（昭和45年）：下原 - 終点（国道3号）(L=0.73km) 供用（4車線）
- 1972年（昭和47年）12月：都市計画決定 (W=27.5m)
- 1972年（昭和47年）：拡幅工事着手。
- 1975年（昭和50年）3月1日：九州道古賀IC供用。
- 1975年（昭和50年）：古賀IC - 青柳川 (L=1.18km) 供用（4車線）。新宮町 - 新宮町・福岡市 (L=3.3km) 供用（4車線）
- 1978年（昭和53年）：青柳川 - 新宮町 (L=2.24km) 供用（4車線）。新宮町・福岡市 - 唐原川 (L=0.4km) 供用（4車線）
- 1979年（昭和54年）：新宮町 - 新宮町供用 (L=0.98km)（4車線）し、全線供用。唐原川 - 博多バイパス (L=0.41km) 拡幅（4車線）
- 1982年（昭和57年）：古賀市 - 古賀IC (L=0.82km) 拡幅（4車線）
- 1983年（昭和58年）3月：起点 - 古賀市 (L=0.2km) 拡幅（4車線）
- 1993年（平成5年）4月：福岡高速1号線香椎東ランプ供用。
- 1999年（平成11年）：新宮町上府 - 福岡高速1号線香椎東ランプ拡幅（6車線）。
- 2001年（平成13年）：古賀市久保 - 新宮町上府拡幅（6車線）。
- 2004年（平成16年）3月28日：古賀市舞の里 - 同市久保6車線化 (1.6km) 供用し、全線6車線化、流交差点立体化。

## 交通量
2005年度（福岡国道事務所 交通量情報より）
平日24時間交通量（台）
- 粕屋郡新宮町大字三代：70,372
- 福岡市東区下原1丁目：75,919
- 福岡市東区香椎駅前2丁目：68,481

## 車線・最高速度
| 区間                               | 車線 上下線=上り線+下り線 | 最高速度 |
| ---------------------------------- | ------------------------- | -------- |
| 古賀市舞の里 - 香椎東出入口        | 6=3+3                     | 60 km/h  |
| 香椎東出入口 - 香椎駅前3丁目交差点 | 4=2+2                     | 60 km/h  |
| 香椎駅前3丁目交差点 - 御島橋交差点 | 4=2+2                     | 50 km/h  |